# Elacatinus multifasciatus
Elacatinus multifasciatus is een straalvinnige vissensoort uit de familie van grondels (Gobiidae). De wetenschappelijke naam van de soort is voor het eerst geldig gepubliceerd in 1876 door Franz Steindachner. Hij gaf aan de soort de naam Gobiosoma multifasciatum.
Het is een kleurrijk visje dat voorkomt in de westelijke Atlantische Oceaan, van de Bahama's tot het noorden van Zuid-Amerika. De visjes worden niet langer dan circa 3,5 centimeter.